# Ringo Starr
Richard Starkey Kt, MBE (Liverpool, 7 de julho de 1940), mais conhecido pelo seu nome artístico Ringo Starr, é um músico, compositor e ator britânico, que ganhou fama como baterista dos Beatles. Além de atuar como baterista, Starr foi intérprete de canções de sucesso dos Beatles, como "With a Little Help from My Friends", "Yellow Submarine", "Good Night" e seus covers de "Boys" e "Act Naturally". Ele também compôs e cantou "Don't Pass Me By" e "Octopus's Garden", e é creditado como co-compositor em outras, incluindo "What Goes On".
Starr sofreu por doenças com risco de vida durante a infância e ficou para trás na escola como resultado de hospitalizações prolongadas. Ele trabalhou brevemente na British Rail antes de garantir um aprendizado como mecânico em uma fabricante de equipamentos de Liverpool. Logo depois, se interessou pela moda do skiffle no Reino Unido e desenvolveu uma grande admiração pelo gênero. Em 1957, co-fundou sua primeira banda, o Eddie Clayton Skiffle Group, que ganhou várias reservas locais de prestígio antes que a moda sucumbisse para o rock and roll no início de 1958. Quando os Beatles foram formados em 1960, Starr era membro de outro grupo de Liverpool, o Rory Storm and the Hurricanes. Depois de alcançar um sucesso moderado no Reino Unido e em Hamburgo, deixou os Hurricanes e se juntou aos Beatles em agosto de 1962, substituindo Pete Best.
Starr desempenhou papéis-chave nos filmes dos Beatles e apareceu em vários outros. Após a separação da banda em 1970, ele lançou vários singles de sucesso, como os hits "It Don't Come Easy", "Photograph" e "You're Sixteen". Em 1972, lançou seu single de maior sucesso no Reino Unido, "Back Off Boogaloo", que alcançou o número dois. Alcançou sucesso crítico e comercial com o álbum Ringo, de 1973, que foi um dos dez maiores lançamentos daquele ano no Reino Unido e nos Estados Unidos. Ele já participou de vários documentários e apresentou programas de televisão. Ele também narrou as duas primeiras temporadas do programa infantil Thomas & Friends e interpretou "Mr. Conductor" durante a primeira temporada da série infantil Shining Time Station, da PBS. Desde 1989, excursiona com sua All Starr Band.
Seu estilo de tocar, que enfatizava o sentimento sobre o virtuosismo técnico, influenciou muitos bateristas a reconsiderar sua forma de tocar de uma perspectiva composicional. Ele também influenciou várias técnicas modernas de bateria, como a empunhadura combinada, afinação da bateria mais baixa e uso de dispositivos de abafamento em anéis tonais. Ele foi introduzido no Modern Drummer Hall of Fame em 1998. Em 2011, os leitores da Rolling Stone o nomearam o quinto maior baterista de todos os tempos. Starr, que já havia sido incluído no Rock and Roll Hall of Fame como Beatle em 1988, foi indicado por sua carreira solo em 2015, fazendo dele um dos 21 artistas indicados mais de uma vez. Ele é o baterista mais rico do mundo, com um patrimônio líquido de 350 milhões de dólares. Em 2018, foi nomeado Cavaleiro Celibatário por seus serviços prestados à música.

## 1940–1956: Primeiros anos

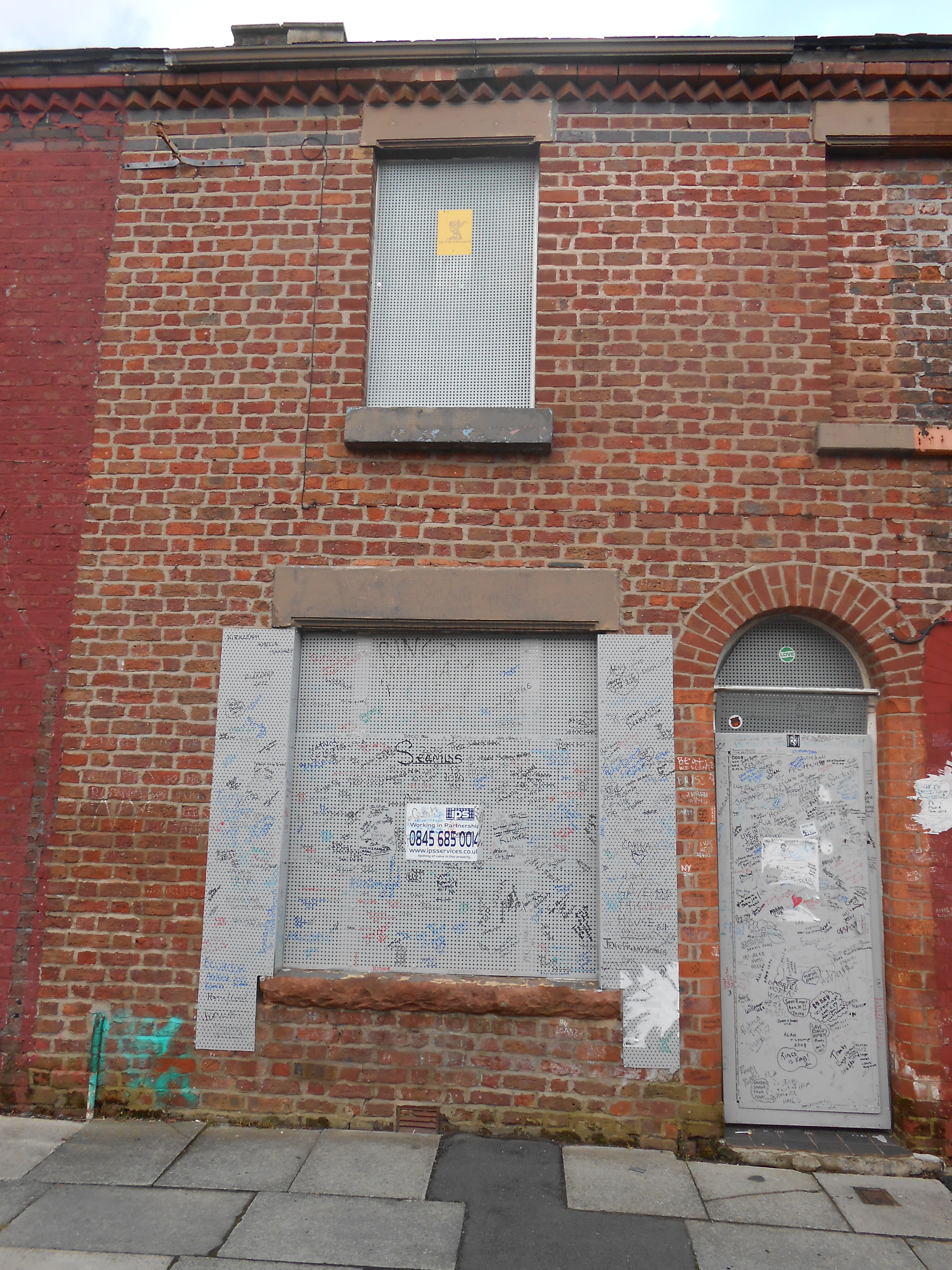
Local de nascimento de Starr em Madryn Street, Dingle, Liverpool, em maio de 2013

Richard Starkey nasceu em 7 de julho de 1940 na 9 Madryn Street, em Dingle, Liverpool. Ele é o único filho dos confeiteiros Richard Starkey (1913–1981) e Elsie Gleave (1914–1987). Elsie gostava de cantar e dançar, um passatempo que ela compartilhava com o marido, um ávido fã de swing. Antes do nascimento de seu filho – que eles apelidaram de "Ritchie" – o casal passava grande parte de seu tempo livre em salões locais. Elsie adotou uma abordagem superprotetora para criar seu filho. Posteriormente, "Big Ritchie", como o pai de Starkey se tornou conhecido, perdeu o interesse por sua família, optando por passar longas horas bebendo e dançando em bares, às vezes por vários dias consecutivos.
Em um esforço para reduzir seus custos de moradia, sua família mudou-se em 1944 para outro bairro em Dingle, Admiral Grove; logo depois seus pais se separaram e se divorciaram no decorrer do ano. Starkey mais tarde afirmou que ele "não tem lembranças reais" de seu pai, que fez pouco esforço para se relacionar com ele, visitando-o apenas três vezes depois disso. Elsie achava difícil sobreviver com os pagamentos de apoio de seu ex-marido de trinta xelins por semana, então assumiu vários empregos servis na limpeza de casas antes de garantir uma posição como garçonete, ocupação que manteve por doze anos.
Aos seis anos, Starkey desenvolveu apendicite. Após uma apendicectomia de rotina, contraiu peritonite, fazendo com que caísse em coma durante dias. Sua recuperação durou doze meses, que ele passou longe de sua família no hospital infantil Myrtle Street, em Liverpool. Após sua alta em maio de 1948, sua mãe permitiu que ele ficasse em casa, fazendo com que ele deixasse de ir à escola. Aos oito anos, ele ainda era analfabeto, com uma má compreensão de matemática. Sua falta de educação contribuiu para um sentimento de exclusão na escola, o que resultou em sua participação regular no Sefton Park. Após vários anos tendo aulas duas vezes por semana com sua irmã de consideração e vizinha, Marie Maguire Crawford, Starkey quase alcançou academicamente seus pares, mas em 1953 contraiu tuberculose e foi internado em um sanatório, onde permaneceu por dois anos. Durante sua permanência, a equipe médica fez um esforço para estimular a atividade motora e aliviar o tédio, incentivando seus pacientes a ingressar na banda do hospital, levando à sua primeira exposição a um instrumento de percussão: uma baqueta improvisada feita de uma bobina de algodão que ele usava para batucar nos armários ao lado de sua cama. Logo depois, se tornou cada vez mais interessado em tocar bateria, recebendo uma cópia da canção de Alyn Ainsworth, "Bedtime for Drums", como um presente de convalescença de Crawford. Starkey comentou: "Eu estava na banda do hospital ... É onde eu realmente comecei a tocar. Eu nunca mais quis nada a partir daí ... Meus avós me deram um bandolim e um banjo, mas eu não os queria. Meu avô me deu uma gaita ... nós tínhamos um piano - nada, só a bateria".

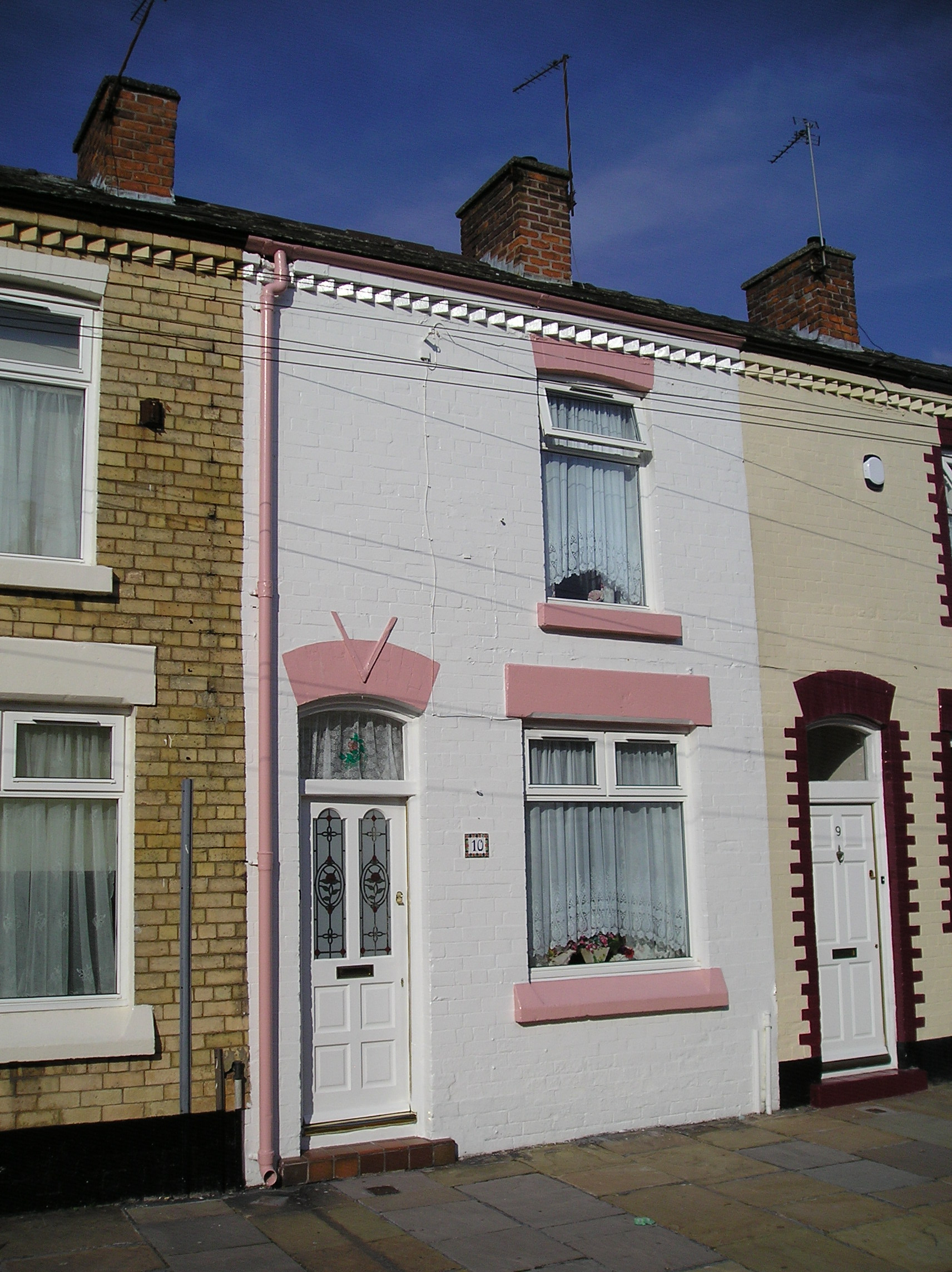
Residência de Starr durante a infância na 10 Admiral Grove, Dingle, Liverpool, em 2010

Starkey frequentou St Silas, uma escola primária da Igreja da Inglaterra perto de sua casa, onde seus colegas o apelidaram de "Lázaro", e mais tarde a escola secundária Dingle Vale, onde demonstrou aptidão para a arte e o teatro, além de matérias práticas, incluindo mecânica. Como resultado das hospitalizações prolongadas, ele ficou para trás de seus colegas em nível escolar e foi inelegível para o eleven plus, exame de qualificação exigido para frequentar uma escola primária. Em 17 de abril de 1954, a mãe de Starkey se casou com Harry Graves no cartório em Mount Pleasant, Liverpool. Ele era um londrino que se mudou para Liverpool após o fracasso de seu primeiro casamento. Graves, um apaixonado fã de big band e seus vocalistas, apresentou Starkey para gravações de Dinah Shore, Sarah Vaughan e Billy Daniels. Graves afirmou que ele e "Ritchie" sempre tiveram uma ótima convivência entre eles; Starkey comentou mais tarde: "Ele era ótimo ... aprendi a ser gentil com Harry". Após a prolongada permanência hospitalar após a recuperação de Starkey da tuberculose, ele não retornou à escola, preferindo ficar em casa e ouvir música enquanto brincava batendo latas de biscoito com pedaços de pau.
O biógrafo dos Beatles, Bob Spitz, descreveu a educação de Starkey como "uma crônica de miséria de Dickens". Casas na área eram "mal ventiladas, do tamanho de um selo postal ... remendadas por paredes de gesso desmoronando, com uma porta traseira que se abria para um banheiro externo". Crawford comentou: "Como todas as famílias que viviam em Dingle, ele fazia parte de uma luta contínua para sobreviver". As crianças que moravam lá passavam a maior parte do tempo em Princes Park, escapando do ar cheio de fuligem de seu bairro movido a carvão. Somando-se às suas circunstâncias difíceis, o crime violento era uma preocupação quase constante para as pessoas que viviam em um dos bairros mais antigos e mais pobres do centro da cidade de Liverpool. Starkey comentou mais tarde: "Você mantinha a cabeça abaixada, os olhos abertos e não entrava no caminho de ninguém".
Depois de voltar do sanatório no final de 1955, Starkey entrou no mercado de trabalho, mas carecia de motivação e disciplina; suas tentativas iniciais de emprego remunerado não tiveram sucesso. Em um esforço para garantir-se algumas roupas quentes, ele realizou brevemente o serviço como trabalhador ferroviário, que veio com um terno emitido pelo empregador. Ele foi fornecido com um chapéu, mas não uniforme e, incapaz de passar no exame físico, foi demitido e foi lhe concedido subsídio de desemprego. Ele então encontrou trabalho como garçom servindo bebidas em um barco que viajou de Liverpool para North Wales, mas seu medo de recrutamento para o serviço militar levou-o a deixar o emprego, não querendo dar à Marinha Real a impressão de que ele era adequado para trabalho marítimo. Em meados de 1956, Graves garantiu a Starkey uma posição como aprendiz de mecânico em um fabricante de equipamentos de Liverpool. Enquanto trabalhava na instalação, Starkey fez amizade com Roy Trafford, e os dois se uniram por causa de seu interesse pela música. Trafford introduziu Starkey ao skiffle, e ele rapidamente se tornou um grande admirador.

## 1957–1961: Primeiras bandas

Foi durante seu período tocando com Rory Storm (imagem) que Starkey adotou o apelido "Ringo Starr"

Logo depois que Trafford despertou o interesse de Starkey pelo skiffle, os dois começaram a ensaiar músicas na adega da fábrica durante seus intervalos para o almoço. Trafford relembrou: "Eu tocava guitarra e [Ritchie] apenas fazia barulho em uma caixa ... Às vezes, ele simplesmente punha uma lata de biscoitos com algumas chaves, ou batia nas costas das cadeiras". A dupla foi acompanhada pelo vizinho e colega de trabalho de Starkey, o guitarrista Eddie Miles, formando o Eddie Miles Band, mais tarde renomeado como Eddie Clayton and the Clayton Squares após um marco em Liverpool. A banda tocava músicas populares como "Rock Island Line" e "Walking Cane", com Starkey arrumando um dedal em uma tábua de lavar roupa, criando ritmos de direção primitivos. Starkey gostava de dançar como seus pais anos antes, e ele e Trafford fizeram aulas de dança em duas escolas. Embora as lições tenham sido de curta duração, elas proporcionaram a Starkey e Trafford uma introdução que lhes permitiu dançar competentemente enquanto aproveitavam as noites na cidade.
No natal de 1957, Graves deu à Starkey um kit de bateria de segunda mão que consistia de uma caixa, um bumbo e um prato improvisado feito de uma tampa de lixo. Apesar de básico e bruto, o kit facilitou sua progressão como músico, aumentando o potencial comercial da banda de Eddie Clayton, que chegou a reservar shows locais de prestígio antes da moda skiffle desvanecer-se no início de 1958 com o rock and roll estadunidense tornando-se popular no Reino Unido.
Em novembro de 1959, Starkey juntou-se à banda Al Caldwell's Texans, um grupo de skiffle que estava procurando por alguém com um bom kit de bateria para que o grupo pudesse fazer a transição de um dos representantes de skiffle mais conhecidos de Liverpool para uma banda de rock and roll completa. Eles haviam começado a tocar em clubes locais como os Raging Texans, depois Jet Storm and the Raging Texans antes de se estabelecerem como Rory Storm and The Hurricanes logo antes de recrutar Starkey. Mais ou menos nessa época, ele adotou o nome artístico Ringo Starr, derivado dos anéis que ele usava e também porque implicava uma influência do country e do western. Seus solos de bateria foram chamados de Starr Time.
No início de 1960, os Hurricanes haviam se tornado uma das principais bandas de Liverpool. Em maio, eles receberam uma residência de três meses em um acampamento de férias da Butlins, no País de Gales. Embora inicialmente relutante em aceitar a residência e terminar seu aprendizado de mecânico de cinco anos que ele havia iniciado quatro anos antes, Starr finalmente concordou com o acordo. O período na Butlins levou a outras oportunidades para a banda, incluindo uma visita desagradável às bases da Força Aérea dos Estados Unidos na França, sobre a qual Starr comentou: "Os franceses não gostam dos britânicos; e eu não gostei deles". Os Hurricanes se tornaram tão bem sucedidos que quando inicialmente ofereceram uma residência altamente cobiçada em Hamburgo, recusaram por causa de seu compromisso anterior com a Butlins. Eles finalmente aceitaram, se juntando aos Beatles no Kaiserkeller de Bruno Koschmider em 1 de outubro de 1960, onde Starr conheceu a banda pela primeira vez. Starr se apresentou com os Beatles em algumas ocasiões enquanto estava em Hamburgo. Em 15 de outubro de 1960, ele tocou com John Lennon, Paul McCartney e George Harrison, gravando com eles pela primeira vez enquanto apoiava o músico dos Hurricanes Lu Walters na canção "Summertime" de George Gershwin e DuBose Heyward. Durante a primeira estadia de Starr em Hamburgo, ele também conheceu Tony Sheridan, que valorizou suas habilidades de baterista a ponto de pedir a Starr para deixar os Hurricanes e se juntar a sua banda.

## 1962–1970: The Beatles

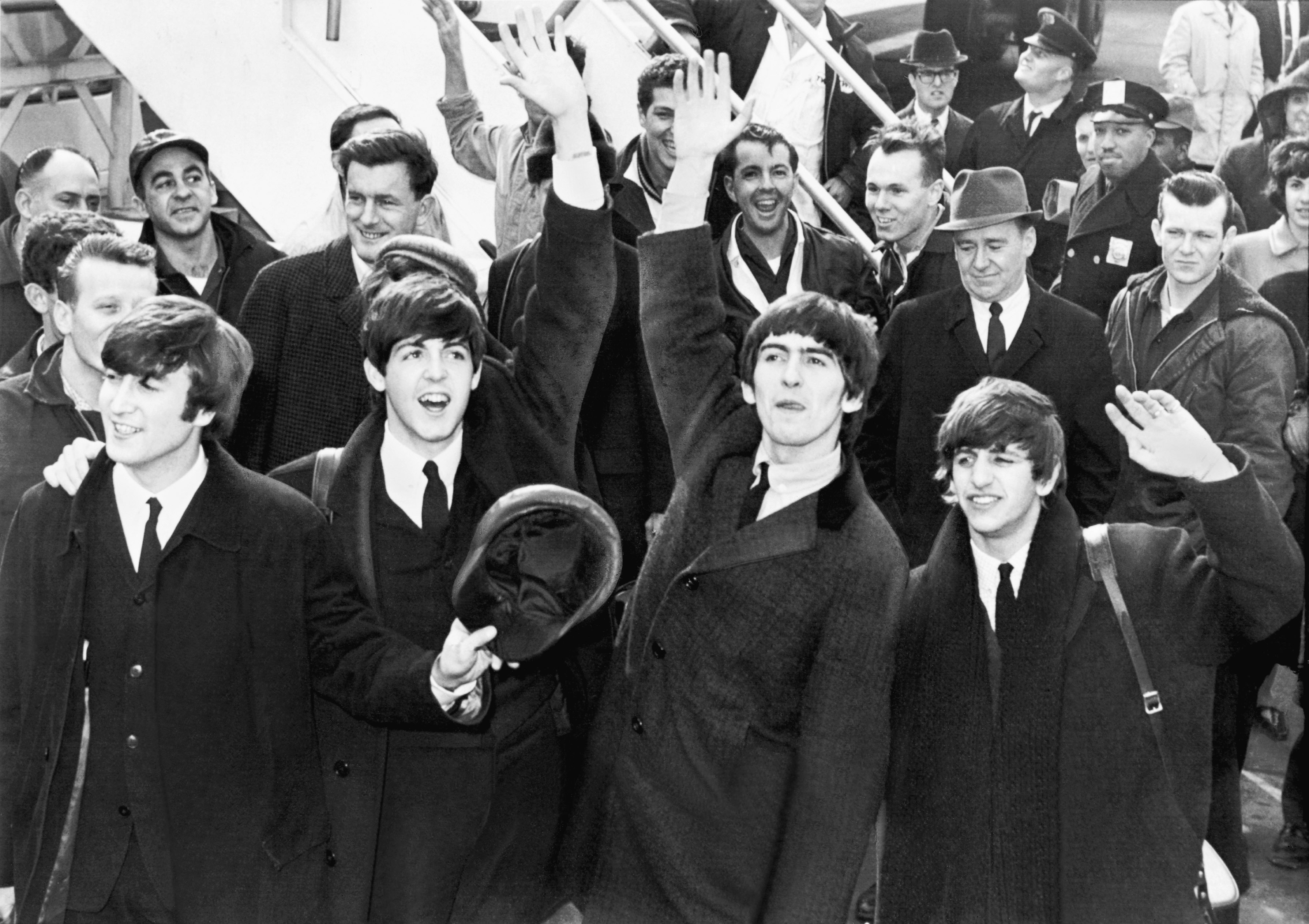
Chegada dos Beatles no Aeroporto Internacional John F. Kennedy em 7 de fevereiro de 1964. Starr é o último à direita

Starr deixou a Rory Storm and the Hurricanes em janeiro de 1962 e juntou-se brevemente a Sheridan em Hamburgo antes de retornar aos Hurricanes para uma terceira temporada na Butlins. Em 14 de agosto, ele aceitou um convite de Lennon para se juntar aos Beatles. Em 16 de agosto, o empresário dos Beatles, Brian Epstein, demitiu o baterista Pete Best, que recordou: "Ele disse: 'Tenho más notícias para você. Os garotos querem você fora e Ringo no lugar.' Ele disse que [o produtor dos Beatles] George Martin não estava muito satisfeito com a minha apresentação [e] os meninos pensavam que eu não me encaixava". Starr se apresentou pela primeira vez como membro dos Beatles em 18 de agosto de 1962, na sociedade de horticultura em Port Sunlight. Após sua aparição no Cavern Club no dia seguinte, os fãs de Best, chateados com a demissão, fizeram vigílias do lado de fora de sua casa e no clube gritando "Pete para sempre! Ringo nunca!". Harrison ficou com um olho roxo após receber um soco de um fã aborrecido, e Epstein, que teve os pneus de seu carro rasgados, contratou temporariamente um guarda-costas.
A primeira sessão de gravação de Starr como membro dos Beatles ocorreu em 4 de setembro de 1962. Ele afirmou que Martin pensava que "era louco e não podia tocar ... porque eu estava tentando tocar percussão e bateria ao mesmo tempo, éramos apenas uma banda de quatro integrantes". Na segunda sessão de gravação com Starr, em 11 de setembro de 1962, Martin o substituiu pelo baterista Andy White, que gravou o que seriam os dois lados do primeiro single dos Beatles, "Love Me Do" e "P.S. I Love You". Starr tocou pandeiro em "Love Me Do" e maracas em "P.S. I Love You". Preocupado com seu status nos Beatles, ele pensou: "Esse é o fim, eles estão fazendo comigo o que fizeram com Pete Best". Martin esclareceu mais tarde: "Simplesmente não sabia como era o Ringo e não estava preparado para correr riscos".

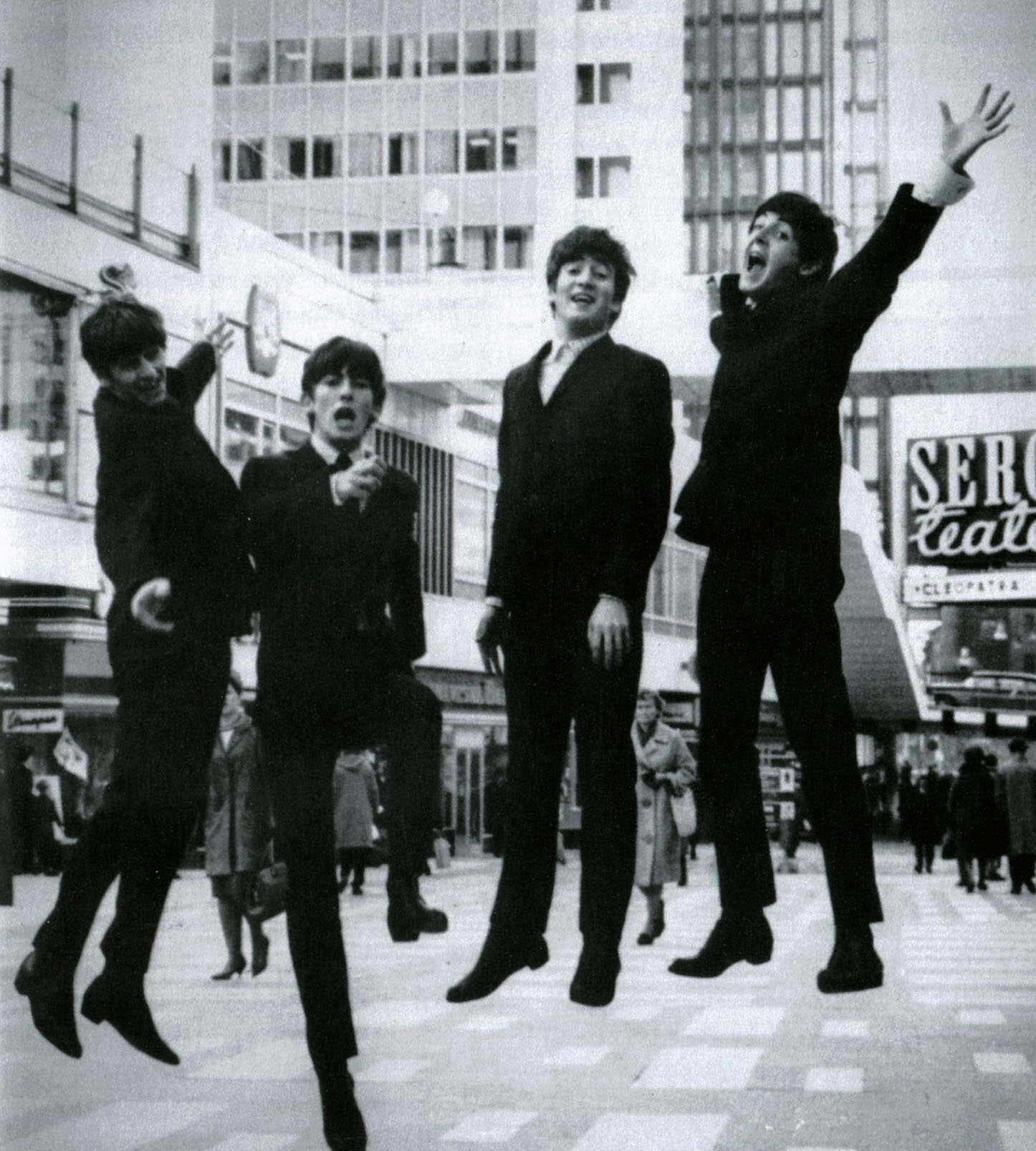
Os Beatles em Estocolmo, outubro de 1963

Em novembro de 1962, Starr havia sido aceito pelos fãs dos Beatles, que agora o chamavam para cantar. Ele começou a receber uma quantidade de correspondência de fãs igual à dos outros, o que ajudou a garantir sua posição dentro da banda. Starr se considerou afortunado por estar no mesmo "nível" que os outros Beatles: "Eu tinha que estar ou não teria durado. Eu tive que me juntar a eles como pessoa e também como baterista". Ele recebeu uma pequena porcentagem da editora de Lennon e McCartney, Northern Songs, mas derivou sua renda primária durante esse período de um quarto de parte da Beatles Ltd, uma corporação financiada pelos ganhos líquidos em shows da banda. Ele comentou sobre a natureza de seu estilo de vida depois de ter alcançado sucesso com os Beatles: "Eu morei em boates por três anos. Costumava ser uma festa sem parar". Assim como seu pai, Starr tornou-se conhecido por suas danças e recebeu elogios por suas habilidades.
Durante 1963, os Beatles desfrutaram de crescente popularidade no Reino Unido. Em janeiro, seu segundo single, "Please Please Me", seguiu "Love Me Do" nas paradas do Reino Unido e uma bem-sucedida aparição na televisão no Thank Your Lucky Stars ganhou críticas favoráveis, levando a um aumento nas vendas e no rádio. Até o final do ano, o fenômeno conhecido como Beatlemania se espalhou por todo o país e, em fevereiro de 1964, os Beatles se tornaram um sucesso internacional quando se apresentaram no The Ed Sullivan Show, com um recorde de 73 milhões de espectadores. Starr comentou: "Nos Estados Unidos, sei que fui bem. Isso me impressionou ao ver e ouvir as crianças acenando para mim. Fiz isso como uma personalidade ... Nosso apelo ... é que somos apenas rapazes comuns". Ele foi fonte de inspiração para várias canções escritas na época, incluindo "I Want To Kiss Ringo Goodbye", de Penny Valentine, e "Ringo for President", de Rolf Harris.

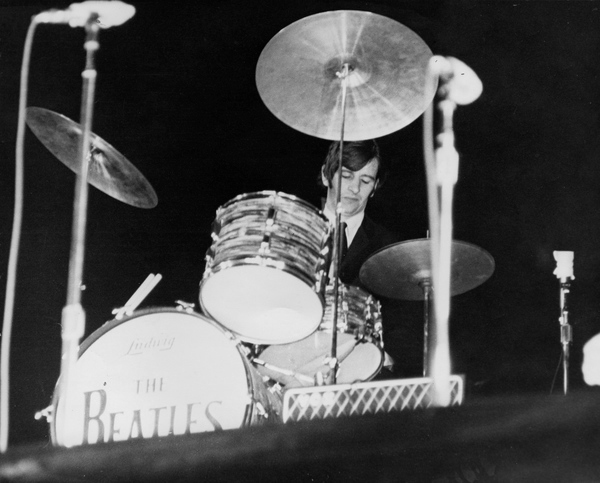
Starr em performance com os Beatles em 1964

Em 1964, os buttons "I love Ringo" eram os produtos mais vendidos dos Beatles. A colocação do logotipo da Ludwig no bumbo de seu kit de bateria importado deu à empresa uma explosão de publicidade que a fez a fabricante de baterias dominante na América do Norte pelos próximos vinte anos. Durante apresentações ao vivo, os Beatles continuaram a rotina "Starr Time" que era popular entre seus fãs: Lennon colocava um microfone na frente do kit de Starr, em preparação para seu momento de destaque e o público explodia em gritos. Quando os Beatles fizeram sua estreia no cinema em A Hard Day's Night, ele recebeu elogios dos críticos, que gostaram da entrega de frases inéditas e as cenas sem fala. As longas sequências sem fala tiveram que ser organizadas pelo diretor Richard Lester por causa da falta de sono de Starr na noite anterior; o baterista comentou: "Como bebi a noite toda, fui incapaz de dizer uma frase". Epstein atribuiu a aclamação de Starr à "singularidade do pequeno homem". Após o lançamento do segundo longa-metragem dos Beatles, Help! (1965), Starr venceu uma pesquisa da Melody Maker contra seus colegas por sua atuação como personagem central do filme. Durante uma entrevista à Playboy em 1964, Lennon explicou que Starr havia tocado com os Beatles quando Best estava doente; Starr respondeu: "[Best] tomou algumas pílulas para ficar doente". Logo depois, Best entrou com um processo por difamação contra ele, que durou quatro anos antes que o tribunal chegasse a um acordo não revelado a seu favor. Em junho, os Beatles haviam programado uma turnê pela Dinamarca, Holanda, Ásia, Austrália e Nova Zelândia; antes do início da turnê, ele foi atingido por febre alta, faringite e tonsilite e permaneceu brevemente em um hospital local, seguido de vários dias de recuperação em casa. Ele foi temporariamente substituído por cinco shows pelo baterista Jimmy Nicol, de 24 anos. Starr recebeu alta do hospital e reencontrou a banda em Melbourne em 15 de junho. Mais tarde, ele disse que temia ser permanentemente substituído enquanto doente. Em agosto, os Beatles foram apresentados ao compositor estadunidense Bob Dylan, que ofereceu ao grupo baseados de maconha. Starr foi o primeiro a experimentar um, mas os outros hesitaram.

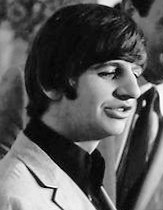
Starr, em 1965

Em 11 de fevereiro de 1965, Starr casou-se com Maureen Cox, a quem conhecera em 1962. A essa altura, o estresse e a pressão da Beatlemania haviam atingido um pico para ele. Ele recebeu uma ameaça de morte por telefone antes de um show em Montreal e recorreu ao posicionamento vertical de seus pratos, na tentativa de se defender de possíveis assassinos. A pressão constante afetou as performances dos Beatles; Starr comentou: "Estávamos nos transformando em músicos tão ruins ... não havia espaço para isso". Ele também estava se sentindo cada vez mais isolado das atividades musicais de seus colegas de banda, que estavam passando das fronteiras tradicionais do rock para um território que muitas vezes não exigia seu acompanhamento; durante as sessões de gravação, ele passou horas jogando cartas com o gerente Neil Aspinall e o roadie Mal Evans, enquanto os outros Beatles aperfeiçoavam as faixas sem ele. Em uma carta publicada no Melody Maker, um fã pediu aos Beatles que deixassem Starr cantar mais; ele respondeu: "Estou muito feliz com minha pequena colaboração em cada álbum".
Em agosto de 1966, os Beatles lançaram Revolver, seu sétimo LP no Reino Unido. Ele incluiu a canção "Yellow Submarine", seu único single número um com Starr como vocalista. Mais tarde naquele mês, devido às pressões crescentes das turnês, os Beatles fizeram seu último concerto, uma performance de 30 minutos no Candlestick Park, em São Francisco. Starr comentou: "Desistimos de fazer turnês na hora certa. Quatro anos de Beatlemania foram suficientes para qualquer um". Em dezembro, ele havia se mudado para uma propriedade de luxo de três acres em Saint George's Hill, chamada Sunny Heights. Embora tivesse equipado a casa com muitos itens de luxo, incluindo numerosos televisores, luzes, projetores de filmes, equipamentos de som, uma mesa de bilhar, pista de kart e um bar chamado Flying Cow, não incluiu um kit de bateria; ele explicou: "Quando não gravamos, eu não toco".
Para o álbum Sgt. Pepper's Lonely Hearts Club Band, Starr cantou os vocais principais na composição "With a Little Help from My Friends", de Lennon-McCartney. Embora os Beatles tivessem tido amplo sucesso comercial e crítico com o Sgt. Pepper, as longas horas que passaram gravando o LP contribuíram para o crescente sentimento de isolamento de Starr na banda; ele comentou: "Não foi o nosso melhor álbum. Esse foi o pico para todos os outros, mas para mim foi um pouco como ser um músico de sessão ... Eles mais ou menos me direcionam no estilo que eu deveria tocar”. Sua incapacidade de compor novo material levou a sua contribuição a ser minimizada durante as sessões de gravação; ele frequentemente se viu relegado a adicionar efeitos de percussão menores às músicas de McCartney, Lennon e Harrison. Durante o tempo de inatividade, Starr aperfeiçoou seu estilo na guitarra e disse: "Eu uso acordes que ninguém parece gostar. A maioria das coisas que escrevo são de doze compassos".
A morte de Epstein em agosto de 1967 deixou os Beatles sem administração; Starr comentou: "Foi um momento estranho para nós, quando é alguém em quem confiamos no negócio, onde nunca nos envolvemos”. Logo depois, a banda iniciou o projeto cinematográfico Magical Mystery Tour. O crescente interesse de Starr pela fotografia levou à sua posição como diretor de fotografia do filme, e sua participação na edição foi menor apenas que a de McCartney. Em fevereiro de 1968, ele se tornou o primeiro Beatle a cantar no show de outro artista sem os seus companheiros de banda. Ele cantou o hit "Act Naturally", de Buck Owens, e fez um dueto com Cilla Black, "Do You Like Me Just a Little Bit?" em seu programa de televisão Cilla, da BBC One.
Em novembro de 1968, a Apple Records lançou The Beatles, comumente conhecido como "Álbum Branco". O álbum foi parcialmente inspirado pelas recentes interações da banda com o Maharishi Mahesh Yogi. Enquanto faziam o curso intermediário do Maharish em seu ashram em Rishikesh, na Índia, eles desfrutaram de um de seus períodos de escrita mais prolíficos, compondo a maior parte do álbum por lá. Starr partiu após 10 dias, mas completou sua primeira canção gravada pelos Beatles, "Don't Pass Me By". Durante a gravação do "Álbum Branco", as relações entre os Beatles se deterioraram; às vezes, apenas um ou dois membros estavam envolvidos na gravação de uma faixa. Starr se cansara da abordagem cada vez mais autoritária de McCartney e do comportamento passivo-agressivo de Lennon, exacerbado pelo seu ressentimento pela presença quase constante da esposa do último, Yoko Ono. Após uma sessão particularmente difícil, durante a qual McCartney criticou duramente sua bateria, ele deixou os Beatles por duas semanas, passando férias com sua família na Sardenha em um barco emprestado pelo ator Peter Sellers. Durante o almoço, o chef serviu polvo, que Starr se recusou a comer; uma conversa com o capitão do navio sobre o animal inspirou a composição de "Octopus's Garden", que Starr escreveu ao violão durante a viagem. Ele voltou ao estúdio duas semanas depois para descobrir que Harrison havia coberto seu kit de bateria em flores como um gesto de boas-vindas.
Apesar de um retorno temporário à simpatia durante a conclusão do "Álbum Branco", a produção do quarto longa-metragem dos Beatles, Let It Be, e seu LP que o acompanha, estreitou ainda mais os relacionamentos entre os integrantes. Em 20 de agosto de 1969, os Beatles se reuniram pela última vez no Abbey Road Studios para uma sessão de mixagem para "I Want You (She's So Heavy)". Em uma reunião de negócios em 20 de setembro, Lennon informou aos outros que ia sair dos Beatles, embora a separação da banda não se tornasse do conhecimento público até o anúncio de McCartney, em 10 de abril de 1970, de que ele também estava saindo.

## Carreira solo

### Década de 1970

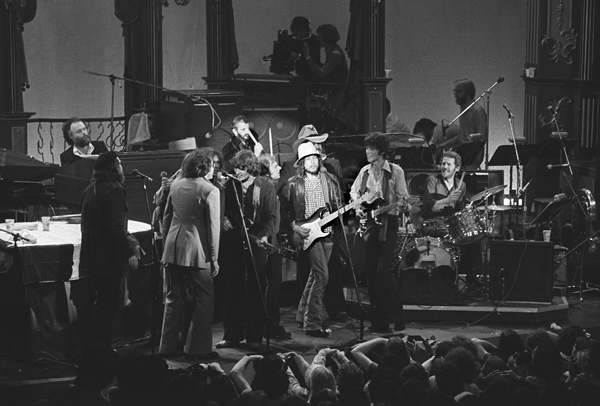
Starr (ao fundo) tocando bateria com Bob Dylan e The Band em novembro de 1976, parte do concerto The Last Waltz

Pouco antes de McCartney anunciar sua saída dos Beatles em abril de 1970, ele e Starr se desentenderam devido à sua recusa em ceder a data de lançamento de seu álbum solo de mesmo nome para permitir o álbum de estreia de Starr, Sentimental Journey. O álbum de Starr – composto por versões de canções pré-rock que incluíam arranjos musicais de Quincy Jones, Maurice Gibb, George Martin e McCartney – alcançou o número sete no Reino Unido e o número 22 nos Estados Unidos. Starr lançou o álbum country Beaucoups of Blues, projetado por Scotty Moore e apresentando o renomado músico de sessão Pete Drake. Apesar das críticas favoráveis, foi um fracasso comercial. Starr posteriormente combinou suas atividades musicais com o desenvolvimento de uma carreira como ator de cinema.
Starr tocou bateria em John Lennon/Plastic Ono Band (1970), Yoko Ono/Plastic Ono Band (1970) e nos álbuns de Harrison All Things Must Pass (1970), Living in the Material World (1973) e Dark Horse (1974), bem como no segundo single de The Radha Krsna Temple, "Govinda" (1971). Em 1971, Starr participou do Concerto para Bangladesh, organizado por Harrison, e com ele co-escreveu o hit "It Don't Come Easy", que alcançou o número quatro nos Estados Unidos e no Reino Unido. No ano seguinte, lançou seu hit de maior sucesso no Reino Unido, "Back Off Boogaloo" (novamente produzido e co-escrito por Harrison), que alcançou o número dois (número nove nos Estados Unidos). Tendo se tornado amigo do cantor britânico Marc Bolan, Starr fez sua estreia como diretor com o documentário Born to Boogie.
Em 1973, ele conseguiu dois hits número um nos Estados Unidos: "Photograph", co-escrito com Harrison, e "You're Sixteen", escrito pelos irmãos Robert e Richard Sherman. Este single foi lançado no Reino Unido em fevereiro de 1974, onde alcançou o número quatro. Ambas as canções apareceram no álbum Ringo, produzido por Richard Perry e apresentando contribuições de Lennon, McCartney e Harrison. Sucesso crítico e comercial, o LP também incluiu "Oh My My", número cinco nos Estados Unidos. O álbum alcançou o número sete no Reino Unido e o número dois nos Estados Unidos. O autor Peter Doggett descreve Ringo como um modelo para a carreira solo de Starr, dizendo que, como músico em vez de compositor, "ele confiaria em seus amigos e no seu charme, e se ambos estivessem na bem, os resultados geralmente seriam atraentes".
Goodnight Vienna foi lançado em 1974 e também obteve sucesso, alcançando o número oito nos Estados Unidos e o número 30 no Reino Unido. Com contribuições de Lennon, Elton John e Harry Nilsson, o álbum incluiu os covers de "Only You (And You Alone)" de The Platters, que alcançou o número seis nos Estados Unidos e o número 28 no Reino Unido, e "No No Song" de Hoyt Axton, que foi o número três dos Estados Unidos e o sétimo hit top dez consecutivo de Starr. "Snookeroo", escrita por Elton John, não chegou às paradas no Reino Unido. Durante esse período, Starr se envolveu romanticamente com Lynsey de Paul. Ele tocou pandeiro em uma canção que ela escreveu e produziu para Vera Lynn, "Don't You Remember When", e inspirou outra canção de De Paul, "If I don't Get You the Next One Will", que ela descreveu como sendo sobre vingança depois que ele não compareceu a um encontro com ela por estar dormindo em seu escritório.

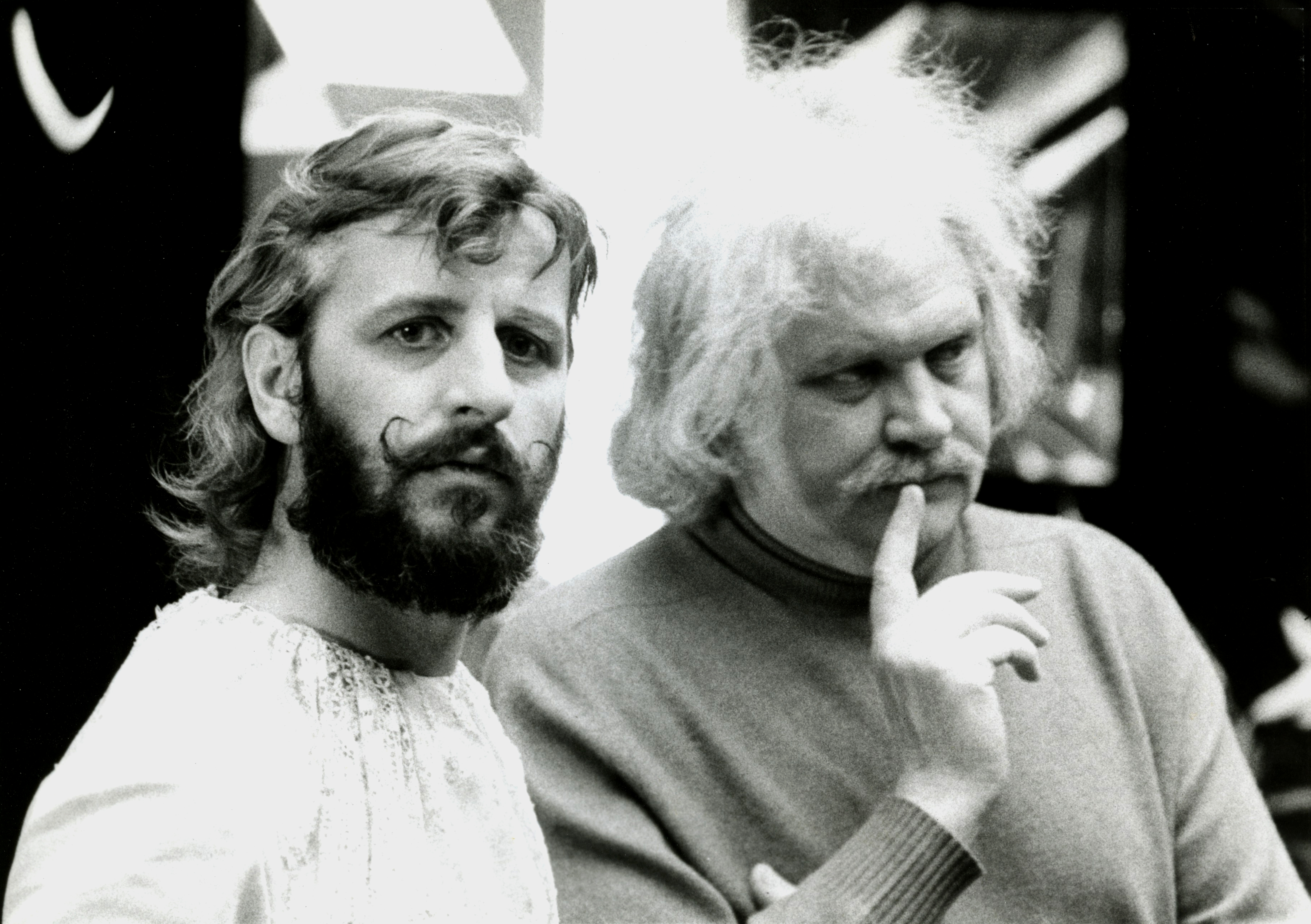
Ringo Com diretor Ken Russell

Em 1975, ele fundou a gravadora Ring O' Records. A empresa assinou com onze artistas e lançou quinze singles e cinco álbuns entre 1975 e 1978, incluindo obras de David Hentschel, Graham Bonnet e Rab Noakes. O impacto comercial da carreira de Starr declinou no mesmo período, no entanto, continuou a gravar e a ser uma presença  familiar no mundo das celebridades. Falando em 2001, ele atribuiu essa virada negativa ao fato de "não se interessar o suficiente" pela música, dizendo sobre si mesmo e amigos como Nilsson e Keith Moon: "Não éramos músicos viciados em drogas e álcool; agora éramos viciados fazendo música”. Starr, Nilsson e Moon eram membros de um clube de bebidas, The Hollywood Vampires.
Em novembro de 1976, Starr apareceu como convidado no concerto de despedida de The Band, apresentado no documentário The Last Waltz de Martin Scorsese de 1978. Também em 1976, lançou Ringo's Rotogravure, o primeiro lançamento sob seu novo contrato com a Atlantic Records para o mercado norte-americano e a Polydor para todos os outros territórios. O álbum foi produzido por Arif Mardin e contou com composições de Lennon, McCartney e Harrison. Starr promoveu o álbum fortemente, mas Rotogravure e seus singles não chegaram às paradas no Reino Unido. Nos Estados Unidos, o LP produziu dois hits menores, "A Dose of Rock 'n' Roll" (número 26) e um cover de "Hey! Baby" (número 74), e alcançou vendas moderadas, chegando à posição 28. Seu desempenho decepcionante inspirou a Atlantic a reformular o estilo de Starr; o resultado foi uma mistura de disco e pop em Ringo the 4th (1977). O álbum não chegou nas paradas do Reino Unido e atingiu o número 162 nos Estados Unidos. Em 1978, ele lançou Bad Boy, que alcançou o número 129 nos Estados Unidos e novamente não conseguiu figurar na parada de álbuns do Reino Unido.
Em abril de 1979, Starr ficou gravemente doente com problemas intestinais relacionados ao seu período de peritonite na infância e foi levado ao Hospital Princess Grace em Monte Carlo. Ele quase morreu e durante uma operação em 28 de abril, alguns centímetros de intestino tiveram que ser removidos. Três semanas depois, ele tocou com McCartney e Harrison no casamento de Eric Clapton. Em 28 de novembro, um incêndio destruiu sua casa em Hollywood e grande parte de suas recordações dos Beatles.

### Década de 1980
Em 19 de maio de 1980, Starr e Barbara Bach sobreviveram a um acidente de carro em Surrey, Inglaterra.
Após o assassinato de John Lennon em dezembro de 1980, Harrison modificou as letras de uma canção que ele havia escrito para Starr, "All Those Years Ago", como uma homenagem ao seu ex-colega de banda. Lançada como single de Harrison em 1981, a faixa, que incluía a bateria de Starr e os vocais de Paul e Linda McCartney, alcançou o segundo lugar nas paradas dos Estados Unidos e o número 13 no Reino Unido. Mais tarde naquele ano, Starr lançou Stop and Smell the Roses, com canções produzidas por Nilsson, McCartney, Harrison, Ronnie Wood e Stephen Stills. O single principal do álbum, "Wrack My Brain", composto por Harrison, alcançou o número 38 nas paradas dos Estados Unidos, mas não conseguiu chegar às paradas no Reino Unido. Lennon havia oferecido duas canções para inclusão no álbum – "Nobody Told Me" e "Life Begins at 40" – mas após sua morte, Starr não se sentiu confortável em gravá-las. Logo após o assassinato, ele e sua namorada Barbara Bach voaram para a cidade de Nova Iorque para ficar com a viúva de Lennon, Yoko Ono.
Após Stop e Smell the Roses, os projetos de gravação de Starr foram assolados por problemas. Depois de completar Old Wave em 1982 com o produtor Joe Walsh, ele não conseguiu encontrar uma gravadora disposta a lançar o álbum no Reino Unido ou nos Estados Unidos. Em 1987, ele abandonou as sessões em Memphis para um álbum country, produzido por Chips Moman, após o qual Moman foi impedido por uma liminar judicial de emitir as gravações. Entre 1984–86, ele narrou a série infantil Thomas & Friends, uma produção de Britt Allcroft baseada nos livros do reverendo Wilbert Awdry. Por uma única temporada em 1989, Starr também interpretou o personagem Mr. Conductor no spin-off dessa série, Shining Time Station.
Em 1985, Starr se apresentou com seu filho Zak como parte do Artists United Against Apartheid na gravação "Sun City", e, com Harrison e Eric Clapton, estava entre os convidados do especial Blue Suede Shoes: A Rockabilly Session, de Carl Perkins. Em 1987, ele tocou bateria na canção "When We Was Fab", de Harrison, e também apareceu em seu inovador videoclipe. No mesmo ano, Starr juntou-se a Harrison, Clapton, Jeff Lynne e Elton John em uma apresentação na Arena Wembley, em Londres, para a instituição de caridade Prince's Trust. Em janeiro de 1988, ele participou da cerimônia do Rock and Roll Hall of Fame em Nova Iorque, com Harrison e Ono (representando Lennon), para aceitar a indução dos Beatles no Hall da Fama.
Durante outubro e novembro de 1988, Starr e Bach compareceram a uma clínica de desintoxicação em Tucson, Arizona; cada um recebeu um tratamento de seis semanas para alcoolismo. Mais tarde, ele comentou sobre seu vício de longa data: "Anos que perdi, anos absolutos ... Não tenho ideia do que aconteceu. Vivi em um blecaute”. Agora sóbrio, Starr concentrou-se em restabelecer sua carreira, retornando às turnês. Em 23 de julho de 1989, Ringo Starr & His All Starr Band fizeram sua primeira apresentação para uma plateia de dez mil pessoas em Dallas, Texas. Estabelecendo um padrão que continuaria nas décadas seguintes, a banda consistia em Starr e uma variedade de músicos que tinham tido sucesso com músicas populares em momentos diferentes. Starr agora cantaria mais, com seleções de seus sucessos dos Beatles e solo e com apresentações de material conhecido de todos os outros artistas, momento em que ele ou algum outro músico assumia a bateria.

### Década de 1990
A primeira excursão da All Starr levou ao lançamento de Ringo Starr and His All-Starr Band (1990), uma compilação de apresentações ao vivo da turnê de 1989. Também em 1990, Starr gravou uma versão de "I Call Your Name" para um especial de televisão marcando o 10º aniversário da morte de John Lennon e o 50º aniversário do nascimento de Lennon. A faixa, produzida por Lynne, apresenta um supergrupo composto por Lynne, Tom Petty, Joe Walsh e Jim Keltner.
No ano seguinte, Starr fez uma aparição no episódio "Brush with Greatness" de Os Simpsons e contribuiu com uma canção original, "You Never Know", para a trilha sonora do filme Curly Sue, de John Hughes. Em 1992, lançou seu primeiro álbum de estúdio em nove anos, Time Takes Time, produzido por Phil Ramone, Don Was, Lynne e Peter Asher e contou com participações especiais de várias estrelas, incluindo Brian Wilson e Harry Nilsson. O álbum não conseguiu sucesso comercial, embora o single "Weight of the World" tenha atingido o número 74 no Reino Unido, marcando sua primeira aparição na parada de singles desde "Only You" em 1974.
Em 1994, ele participou da reunião dos Beatles para o projeto Anthology. Eles gravaram duas novas canções moldadas a partir de fitas solo gravadas por Lennon no final da década de 1970 e deram longas entrevistas sobre a carreira da banda.  Lançado em dezembro de 1995, "Free as a Bird" foi o primeiro single dos Beatles em mais de 25 anos. Em março de 1996, lançaram um segundo single, "Real Love". A reunião temporária terminou quando Harrison se recusou a participar da conclusão de uma terceira música. Starr tocou bateria em Flaming Pie, álbum de McCartney de 1997. Entre as faixas para as quais ele contribuiu, "Little Willow" foi uma canção que McCartney escreveu sobre a ex-esposa de Starr, Maureen, que morreu em 1994, enquanto "Really Love You" foi o primeiro lançamento oficial creditado a McCartney-Starkey.
Em 1998, ele lançou dois álbuns no selo Mercury. O álbum de estúdio Vertical Man marcou o início de uma parceria de nove anos com Mark Hudson, que produziu o álbum e, com sua banda, Roundheads, formou o núcleo do grupo de apoio nas gravações. Além disso, muitos convidados famosos se juntaram em várias faixas, incluindo Martin, Petty, McCartney e, em sua última aparição em um álbum de Starr, Harrison. A maioria das canções foi escrita por Starr e a banda. Joe Walsh e os Roundheads se juntaram a Starr para sua aparição no VH1 Storytellers, que foi lançado como um álbum com o mesmo nome. Durante o show, cantou grandes sucessos e novas músicas e contou histórias relacionadas a elas. Em agosto, fez sua primeira apresentação em Portugal durante a Exposição Mundial de 1998. O último lançamento de Starr para a Mercury foi o álbum natalino I Wanna Be Santa Claus, de 1999. Foi um fracasso comercial e a gravadora escolheu não divulgá-lo no Reino Unido.

### Década de 2000
Starr foi introduzido no Hall of Fame da Percussive Arts Society em 2002, ingressando em um grupo de elite incluindo Buddy Rich, William F. Ludwig e William F. Ludwig Jr. Em 29 de novembro de 2002, ele tocou "Photograph" e um cover de "Honey Don't", de Carl Perkins, no Concert for George, realizado no Royal Albert Hall, em Londres. No início do ano seguinte, lançou o álbum Ringo Rama, que continha uma canção que ele escrevera como homenagem a Harrison, "Never Without You". Também em 2003, formou a Pumkinhead Records com Mark Hudson, membro da All-Starr Band. O selo não foi prolífico e seu primeiro artista foi Liam Lynch, que produziu um LP intitulado Fake Songs em 2003.
Starr serviu como "Santa Tracker" honorário e dublador em 2003 e 2004 durante a parada de Londres na jornada anual da véspera de Natal do Papai Noel, conforme retratado no programa NORAD Tracks Santa. De acordo com oficiais do NORAD, ele era "uma estrela no leste" (trocadilho com seu nome "Starr") que ajudou a guiar a tradição de rastreamento de Papai Noel do Comando de Defesa Aeroespacial da América do Norte. Em 2004 lançou seu primeiro livro, Postcards From the Boys. Possui reproduções de cartões postais enviados a ele pelos outros três membros dos Beatles, juntamente com seus comentários. Os cartões postais vão de meados dos anos 1960 até os anos 1990.
Seu lançamento em 2005, Choose Love, evitou convidados especiais, ao contrário dos seus dois últimos álbuns de estúdio, mas não chegou nas paradas no Reino Unido ou nos Estados Unidos. Nesse mesmo ano, o Conselho da Cidade de Liverpool anunciou planos para demolir o local de nascimento de Starr, 9 Madryn Street, afirmando que "não tinha significado histórico". O Conselho anunciou mais tarde que o edifício seria desmontado tijolo por tijolo e preservado.
Starr lançou o álbum Liverpool 8 em janeiro de 2008, coincidindo com o início do ano de Liverpool como a Capital Europeia da Cultura. Hudson foi o produtor das gravações iniciais, mas depois de uma briga com Starr, ele foi substituído por David A. Stewart. Starr tocou a faixa-título na cerimônia de abertura da nomeação de Liverpool, mas depois atraiu polêmica por seus comentários aparentemente negativos sobre sua cidade natal. Mais tarde naquele ano, ele foi alvo de mais críticas na imprensa por postar um vídeo em seu site direcionado aos fãs e caçadores de autógrafos por lhe enviarem itens para autografar.
Em abril de 2009, se reuniu com McCartney no concerto beneficente "Change Begins Within" da David Lynch Foundation, realizado no Radio City Music Hall de Nova Iorque. Tendo tocado seu próprio setlist previamente, ele se juntou a McCartney no final e apresentou "With a Little Help from My Friends", entre outras canções. Starr também apareceu no palco durante a conferência de imprensa da Microsoft na Electronic Entertainment Expo em junho de 2009 com Yoko Ono, McCartney e Olivia Harrison para promover o videojogo The Beatles: Rock Band.

### Década de 2010

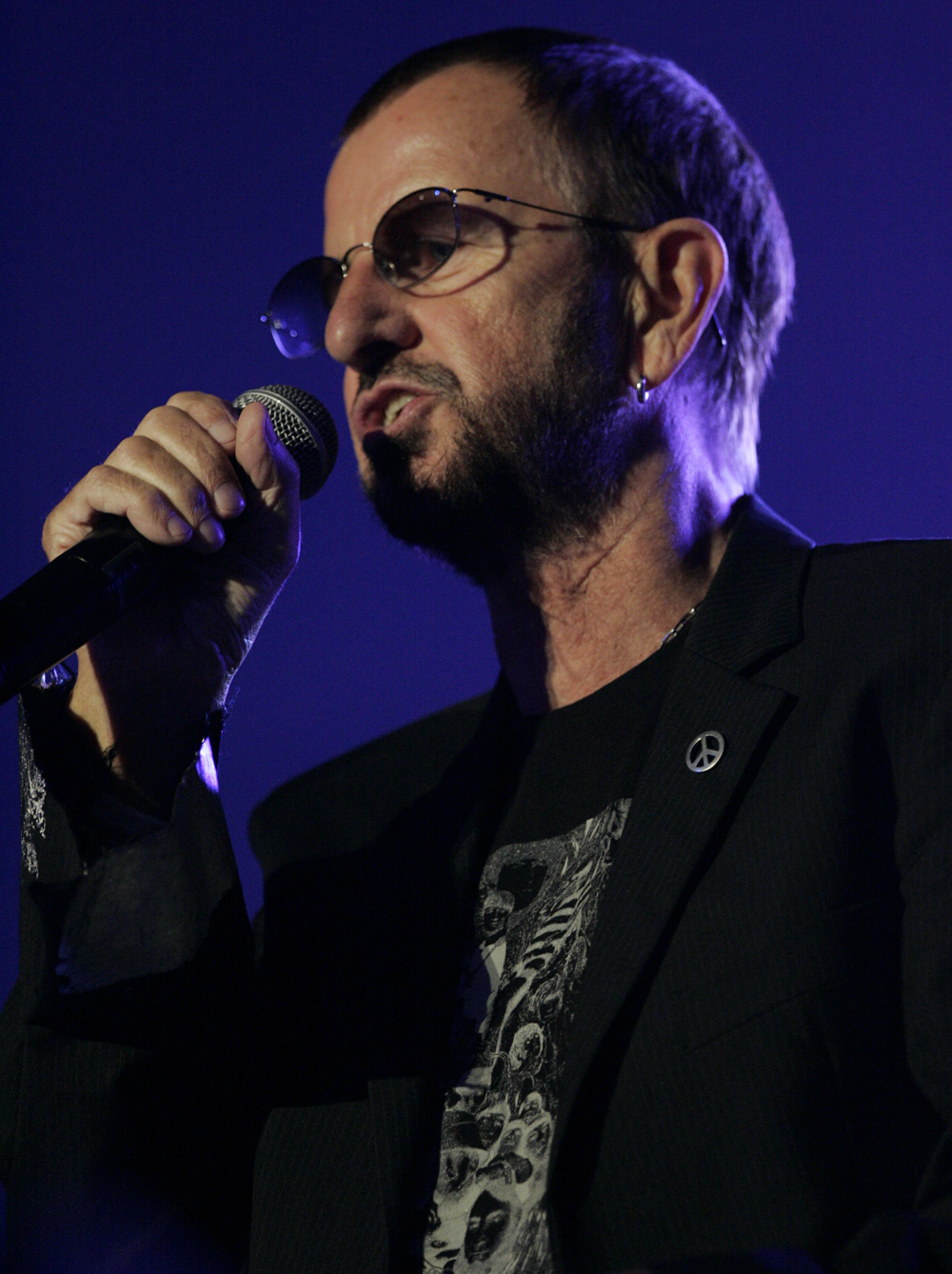
Apresentação do músico em 2013, na cidade de Sydney, na Austrália

Em 2010, Starr produziu e lançou seu décimo quinto álbum de estúdio, Y Not, que incluiu a faixa "Walk with You" e contou com uma contribuição vocal de McCartney. Mais tarde naquele ano, ele apareceu durante a Hope for Haiti Now: A Global Benefit for Earthquake Relief como uma das celebridades atendendo telefone. Em 7 de julho de 2010, ele comemorou seu septuagésimo aniversário no Radio City Music Hall com outro show da All-Starr Band, com amigos e familiares se juntando a ele no palco, incluindo seu filho Zak, Ono e McCartney.
Starr gravou um cover de "Think It Over" de Buddy Holly para Listen to Me: Buddy Holly, um álbum tributo de 2011. Em novembro desse ano, fez sua primeira apresentação no Brasil, com shows em Porto Alegre, São Paulo, Rio de Janeiro, Belo Horizonte, Brasília e Recife. Em janeiro do ano seguinte, lançou o álbum Ringo 2012. Mais tarde naquele ano, anunciou que a All-Starr Band faria uma turnê pelo Círculo do Pacífico durante 2013 com datas selecionadas na Nova Zelândia, Austrália e Japão; foi sua primeira apresentação no Japão desde 1996 e sua estreia na Nova Zelândia e Austrália.
Em janeiro de 2014, Starr se juntou a McCartney para uma apresentação especial no Grammy Awards em Los Angeles, onde eles tocaram a canção "Queenie Eye". Naquele verão, ele viajou pelo Canadá e Estados Unidos com uma versão atualizada da All-Starr Band, apresentando o multi-instrumentista Warren Ham em vez do saxofonista Mark Rivera. Em julho, Starr se envolveu no "#peacerocks", uma campanha antiviolência iniciada pelo estilista John Varvatos, em conjunto com a David Lynch Foundation. Em setembro de 2014, ele ganhou o prêmio de homem do ano pela revista GQ por seu trabalho humanitário com a David Lynch Foundation. Também nesse ano, lançou seu segundo livro, Octopus's Garden, voltado para o público infantil.
Em janeiro de 2015, Starr revelou o título de seu próximo álbum de estúdio, Postcards from Paradise, de onze faixas. O álbum veio apenas algumas semanas antes de sua entrada no Rock and Roll Hall of Fame, em 31 de março de 2015 com críticas positivas. No final daquele mês, Ringo e sua banda anunciaram uma turnê de verão nos Estados Unidos. A excursão começou em junho de 2016 em Siracusa. Ainda em 2015, lançou seu terceiro livro, Photograph. É composto por uma coleção de 240 fotografias tiradas por ele próprio, que também serve como sua autobiografia através das legendas das fotos.
Em 7 de julho de 2017, lançou um novo single intitulado "Give More Love", seguido por seu 19° álbum de estúdio de mesmo nome, em 15 de setembro. O álbum apresenta participações de McCartney, além de colaboradores frequentes como Joe Walsh, David A. Stewart, Gary Nicholson e membros da All-Starr Band.
Em 13 de setembro de 2019, anunciou seu vigésimo álbum, What’s My Name, lançado pela Universal Music em 25 de outubro de 2019. O álbum foi gravado em seu estúdio caseiro, Roccabella West, em Los Angeles, Califórnia. Contou com várias participações, como de Joe Walsh, Benmont Tench, Edgar Winter, Steve Lukather e Richard Page. Contém um cover da canção "Grow Old with Me", escrita por Lennon, com participação de McCartney.

### Década de 2020
Em julho de 2020, Starr organizou uma transmissão ao vivo em celebração ao seu octogésimo aniversário com McCartney, Walsh, Ben Harper, Dave Grohl, Sheryl Crow, Sheila E. e Willie Nelson entre os convidados. Em dezembro, lançou a canção "Here's to the Nights" como single principal de seu EP Zoom In, gravado entre abril e outubro daquele ano e lançado em 19 de março de 2021 pela UME. Ainda em março, apresentou a categoria Gravação do Ano dos Grammy Awards de 2021, entregue a Billie Eilish pela canção "Everything I Wanted". Em 24 de setembro, lançou um segundo EP, Change the World, que contém quatro faixas, incluindo um cover de "Rock Around the Clock".

## Musicalidade

### Influências
Durante sua juventude, Starr era fã dedicado da música skiffle e blues, mas quando ingressou no Texans em 1958, ele desenvolveu uma preferência pelo rock and roll. Ele também foi influenciado por artistas country, incluindo Hank Williams, Buck Owens e Hank Snow, e artistas de jazz como Chico Hamilton e Yusef Lateef, cujo estilo de composição inspirou os preenchimentos e grooves de tambores energéticos e fluidos de Starr. Enquanto refletia sobre Buddy Rich, comentou: "Ele faz coisas com uma mão que eu não posso fazer com nove, mas isso é técnica. Todo mundo com quem falo diz 'E o Buddy Rich?' Bem, e ele? Porque ele não me excita”. Ele afirmou que "nunca gostou muito de bateristas", mas identificou o cover da canção "Topsy Part Two", de Benny Goodman, feito por Cozy Cole como "o único disco de baterista" que ele comprou.
O primeiro ídolo musical de Starr foi Gene Autry, sobre quem ele comentou: "Lembro-me de ter arrepios nas costas quando ele cantava 'South of the Border'”. No início dos anos 1960, ele se tornara um grande fã de Lee Dorsey. Em novembro de 1964, disse à Melody Maker: "Nossa música é uma versão em segunda mão da música negra ... Noventa por cento da música que eu gosto é negra".

### Bateria

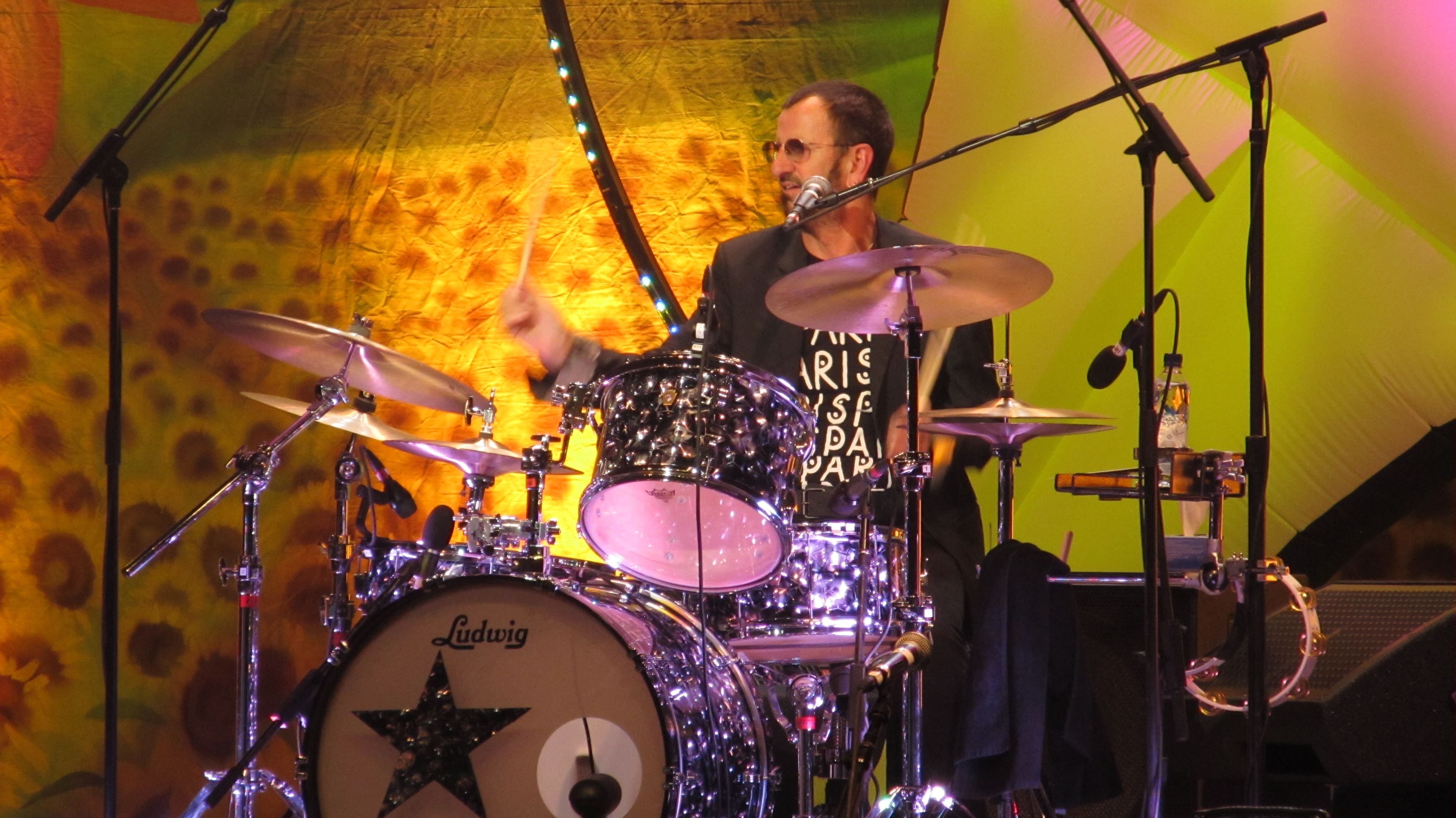
Starr com a sua All Starr Band em Paris, 26 de junho de 2011

Starr disse sobre seu estilo de bateria: "Eu não sou bom em coisas técnicas ... Eu sou um baterista excêntrico básico com preenchimentos engraçados ... porque eu realmente sou canhoto tocando um kit para destros. Eu não posso fazer viradas pela bateria por causa disso”. O produtor dos Beatles, George Martin, disse: "Ringo tocava bem e usou bem o tom-tom, mesmo que ele não pudesse fazer uma virada para salvar sua vida", mas depois disse: "Ele tem uma energia tremenda. Ele sempre nos ajudou a acertar o ritmo certo para uma música e deu esse apoio – essa batida sólida – que tornou a gravação de todas as músicas dos Beatles muito mais fácil". Starr disse que não acredita que o papel do baterista seja "interpretar a música". Em vez disso, comparando sua bateria com a pintura, disse: "Eu sou a base, e então ponho um pouco de brilho aqui e ali ... Se houver uma lacuna, quero ser bom o suficiente para preenchê-la”.
Em 2011, os leitores da Rolling Stone elegeram Starr o quinto maior baterista de todos os tempos. O jornalista Robyn Flans escreveu para a Percussive Arts Society: "Não posso contar o número de bateristas que me disseram que Ringo inspirou sua paixão pela bateria". O baterista Steve Smith disse:
Antes de Ringo, as estrelas da bateria eram medidas por sua habilidade em solos e virtuosidade. A popularidade de Ringo trouxe um novo paradigma na maneira como o público via bateristas. Começamos a ver o baterista como um participante igual no aspecto composicional. Uma das grandes qualidades de Ringo foi que ele compôs partes de bateria estilísticas e únicas para as canções dos Beatles. Suas partes são tão marcantes para as canções que você pode ouvir um trecho de sua batida sem o resto da música e ainda identificar a canção.
Starr disse que seu baterista favorito é Jim Keltner, com quem tocou pela primeira vez no Concerto para Bangladesh, em agosto de 1971. A dupla tocou bateria junta em algumas gravações de Harrison durante os anos 1970, em Ringo e outros álbuns de Starr, e nas primeiras turnês da All Starr Band. Para Ringo's Rotogravure em 1976, Starr se creditou como "Thunder" e Keltner como "Lightnin'".
Starr influenciou o baterista Phil Collins, do Genesis, que disse: "Acho que ele é muito subestimado, o Ringo. A bateria em 'A Day in the Life' é muito, muito complexa. Você pode pegar um ótimo baterista da atualidade e dizer 'eu quero assim', e ele realmente não sabe o que fazer”. Collins disse que sua bateria na canção "That's All" foi uma tentativa afetuosa de "imitar Ringo Starr".
Em uma história muitas vezes repetida, mas apócrifa, Lennon, questionado se Starr era o melhor baterista do mundo, brincou que ele "não era nem o melhor baterista dos Beatles". A fala, na verdade, vem de um episódio da série de comédia Radio Active, de 1981, embora tenha ganhado mais destaque quando usada pelo comediante de Jasper Carrott em 1983, três anos após a morte de Lennon. Em setembro de 1980, Lennon disse à Rolling Stone:
Ringo era uma estrela em Liverpool antes mesmo de nos conhecermos. Ringo era um baterista profissional que cantava e se apresentava e esteve em um dos principais grupos do Reino Unido, mais especialmente em Liverpool. Então, o talento de Ringo teria se sobressaido de uma maneira ou de outra ... qualquer que seja essa faísca no Ringo, todos sabemos, mas não podemos apontar o dedo. Seja atuando, tocando bateria ou cantando, eu não sei. Há algo nele que é projetável e ele teria surgido como indivíduo ... Ringo é um baterista muito bom.
Tjinder Singh da banda de indie rock Cornershop destacou Starr como um baterista pioneiro, acrescentando: "Houve um tempo em que o consenso comum era que Ringo não sabia tocar. Como assim? Ele é totalmente único, sem igual, e o hip hop tem muito que lhe agradecer". Em seu livro The Complete Beatles Recording Sessions, Mark Lewisohn confirmou que Starr era proficiente e consistente. De acordo com Lewisohn, houve menos de uma dúzia de ocasiões nos oito anos de carreira dos Beatles em que as quebras de sessões foram causadas por Starr cometer um erro, enquanto a grande maioria das tomadas foi interrompida devido a erros dos outros integrantes. Starr influenciou várias técnicas modernas de bateria, como a empunhadura combinada, afinando a bateria mais baixo, usando dispositivos de amortecimento em anéis tonais e colocando a bateria em altos degraus para visibilidade como parte da banda. De acordo com Ken Micallef e Donnie Marshall, coautores de Classic Rock Drummers: "Os sons de tom cheio de Ringo e o delicado trabalho de pratos foram imitados por milhares de bateristas". Ringo considera que seu melhor desempenho foi em "Rain", dos Beatles.

### Vocais
Starr cantou os vocais principais de pelo menos uma música na maioria dos álbuns de estúdio dos Beatles, como parte de uma tentativa de estabelecer uma personalidade vocal para cada membro da banda. Em muitos casos, Lennon ou McCartney escreveram a letra e a melodia especialmente para ele, como fizeram para "Yellow Submarine", do Revolver, e "With a Little Help from My Friends", do Sgt. Pepper's Lonely Hearts Club Band. Essas melodias foram adaptadas ao alcance vocal limitado de barítono de Starr. Por conta de sua voz distinta, ele raramente fazia vocais de apoio durante seu tempo com os Beatles, mas eles podem ser ouvidos em canções como "Maxwell's Silver Hammer" e "Carry That Weight". Ele também é o vocalista de suas composições "Don't Pass Me By" e "Octopus's Garden". Além dessas, cantou também "I Wanna Be Your Man", "Boys", "Matchbox", "Honey Don't", "Act Naturally", "Good Night" e "What Goes On".

### Composição
Algumas falas de Starr, como "a hard day's night" e "tomorrow never knows", foram usadas como títulos de canções pelos Beatles, particularmente por Lennon. McCartney comentou: "Ringo fazia esses pequenos malapropismos, ele dizia as coisas um pouco erradas, como as pessoas fazem, mas as dele eram sempre maravilhosas, muito líricas ... elas eram meio mágicas". Starr também ocasionalmente contribuiu com letras inacabadas de Lennon-McCartney, como a frase "darning his socks in the night when there's nobody there" em "Eleanor Rigby".
Ele é creditado como o único compositor de duas músicas dos Beatles: "Don't Pass Me By" e "Octopus's Garden", essa última composta com ajuda de Harrison. Ao promover o álbum Abbey Road em 1969, Harrison reconheceu a letra de Starr para "Octopus's Garden" como uma mensagem involuntariamente profunda sobre como encontrar paz interior, e, portanto, um exemplo de como "Ringo escreve suas canções cósmicas sem saber". Ele é creditado como cocompositor de "What Goes On", "Flying" e "Dig It". No material divulgado após seu rompimento, Starr recebeu crédito por escrever "Taking a Trip to Carolina" e recebeu créditos de composição conjunta com os outros Beatles para "12-Bar Original", "Step Inside Love", "Christmas Time (Is Here Again)", "Suzy Parker" do filme Let It Be e "Jessie's Dream" do filme Magical Mystery Tour.
Em uma entrevista de 2003, Starr discutiu a contribuição de Harrison em suas composições e disse: "Eu era ótimo escrevendo dois versos e um refrão – ainda sou muito bom nisso. Terminar canções não é meu forte". Harrison o ajudou a finalizar duas de suas mais conhecidas canções: "It Don't Come Easy" e "Back Off Boogaloo", apesar de apenas aceitar receber créditos por "Photograph", que os dois escreveram juntos na França. A partir do álbum Ringo de 1973, Starr começou uma parceria de composição com Vini Poncia. Uma de suas primeiras colaborações foi "Oh My My". Mais da metade das canções em Ringo the 4th foram escritas pela dupla, mas eles apenas compuseram mais duas, lançadas no álbum Bad Boy de 1978.

## Vida pessoal

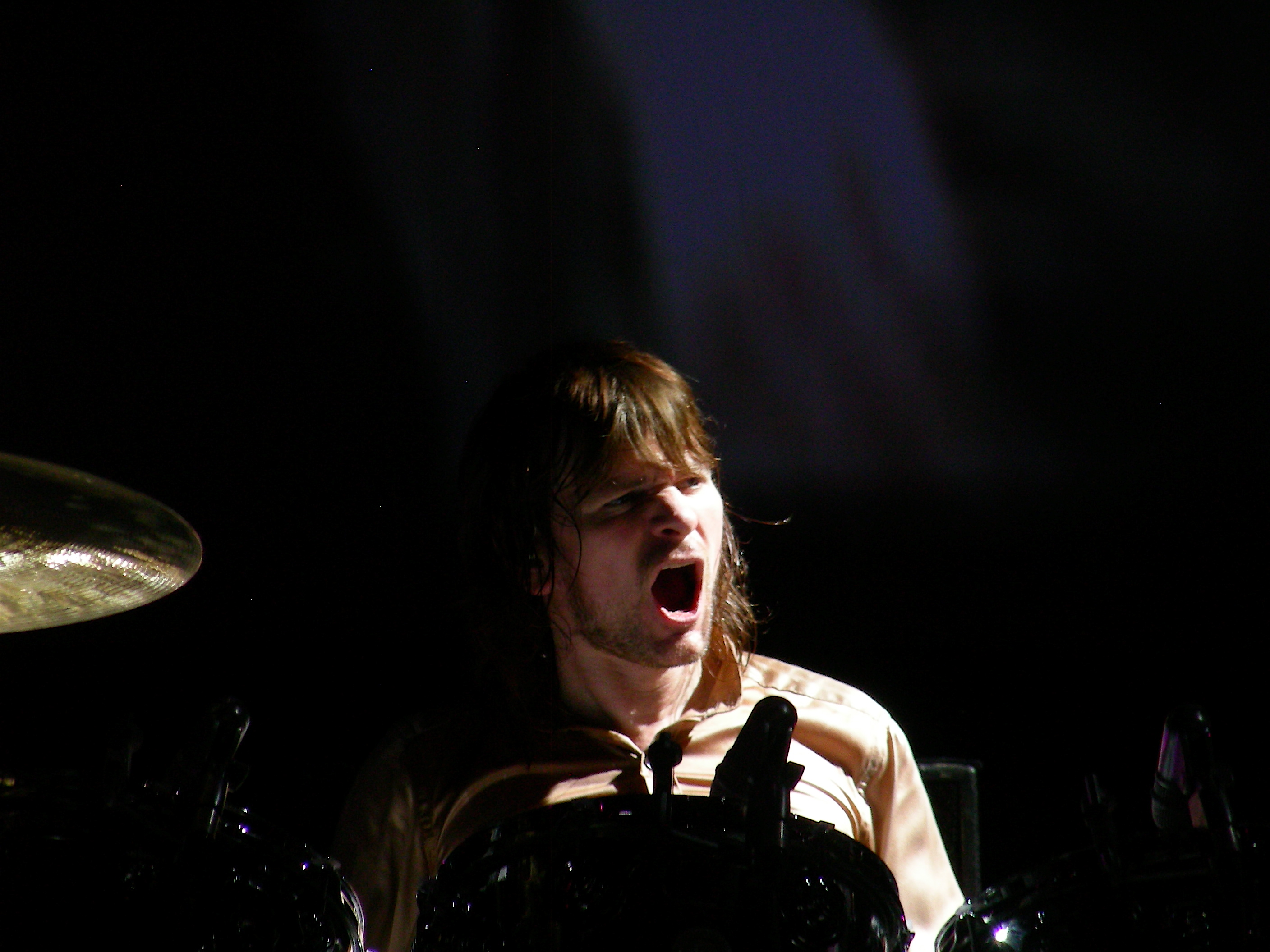
Zak Starkey, atual baterista do The Who, é o primogênito de Starr, seguindo na mesma carreira que seu pai

Starr casou-se com Maureen Cox, uma cabeleireira que ele conheceu na mesma semana que entrou para os Beatles, em fevereiro de 1965. O empresário da banda, Brian Epstein, foi padrinho do casamento e o padrasto de Starr, Harry Graves, e o amigo George Harrison foram testemunhas. O casamento deles tornou-se o tema da novelty song "Treat Him Tender, Maureen" das Chicklettes. O casal teve três filhos: Zak (13 de setembro de 1965), Jason (19 de agosto de 1967) e Lee (11 de novembro de 1970). Em 1971, Starr comprou a casa de Lennon, Tittenhurst Park, em Sunninghill, Berkshire, e mudou sua família para lá. O casal se divorciou em 1975, após as repetidas infidelidades de Starr. Mais tarde, ele admitiu ser "um bêbado, espancador de mulheres e pai ausente". Maureen morreu de leucemia aos 48 anos em 1994.
Starr conheceu a atriz Barbara Bach em 1980 nas gravações do filme Caveman, com quem se casou em 27 de abril de 1981 no Marylebone Town Hall. Em 1985, ele foi o primeiro dos Beatles a se tornar avô após o nascimento da filha de Zak, Tatia Jayne Starkey. Zak também é baterista e passou grande tempo com Keith Moon durante as ausências regulares de seu pai; ele se apresentou com seu pai durante algumas turnês da All-Starr Band. Starr tem oito netos: um de Zak, quatro de Jason e três de Lee. Em 2016, foi o primeiro Beatle a se tornar bisavô.
Starr e Bach dividem seu tempo entre casas em Cranleigh, Los Angeles e Monte Carlo. Ele foi listado no número 56 na Lista dos Ricos do Jornal Sunday Times em 2011, com uma riqueza pessoal estimada em 150 milhões de libras. Em 2012, ele foi considerado o baterista mais rico do mundo. Em 2014, Starr anunciou que sua propriedade de Surrey, com 200 acres em Rydinghurst, estava à venda, uma casa jacobina listada na categoria II. No entanto, ele mantém uma propriedade no bairro londrino de Chelsea, na King's Road, e ele e Bach continuam a dividir seu tempo entre Londres e Los Angeles.
Em dezembro de 2015, Starr e Bach leiloaram alguns de seus itens pessoais e profissionais através do Julien's Auctions em Los Angeles. A coleção incluía o primeiro kit de bateria Ludwig Black Oyster Pearl de Starr, instrumentos dados a ele por Harrison, Lennon e Marc Bolan, e a primeira cópia do "Álbum Branco" com o número "0000001". O leilão levantou mais de nove milhões de dólares, parte dos quais foi reservada para a Lotus Foundation, uma instituição de caridade fundada por Starr e Bach.
Em 2016, Starr expressou seu apoio à saída do Reino Unido da União Europeia. "Eu pensei que a União Europeia era uma ótima ideia", disse ele, "mas não a vi ir a lugar algum ultimamente". Em 2017, ele descreveu sua impaciência pelo Reino Unido de "continuar com" o Brexit, declarando que "estar no controle do seu país é uma boa jogada". Em outubro de 2021, ele teve seu nome envolvido no escândalo dos Pandora Papers que alegam um acordo financeiro secreto de políticos e celebridades que usam paraísos fiscais na tentativa de evitar o pagamento de impostos.
Starr é vegetariano e medita diariamente. Seu slogan e lema de vida é "paz e amor". No seu período com os Beatles, Ringo, assim como seus colegas, se considerava ateu. Porém, em 2010, revelou acreditar em Deus, sem detalhar uma religião específica. Ele se auto-descreveu como "um hindu cristão com tendências budistas".

## Prêmios e honrarias

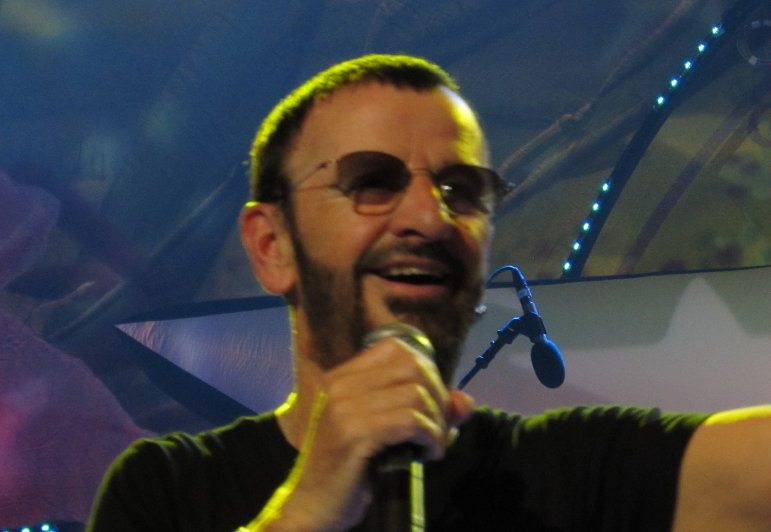
Starr em Paris, junho de 2011

Starr e os outros membros dos Beatles foram nomeados Membros da Ordem do Império Britânico (MBE) nas honras de aniversário de 1965; eles receberam suas insígnias da rainha Isabel II em uma investidura no Palácio de Buckingham em 26 de outubro. Ele e os outros Beatles foram nomeados cumulativamente para o BAFTA de Estreantes Mais Promissores por suas performances no filme A Hard Day's Night, de 1964. Em 1971, eles receberam um Oscar de melhor trilha sonora pelo filme Let It Be. O planeta menor 4150 Starr, descoberto em 31 de agosto de 1984 por Brian A. Skiff na Estação Anderson Mesa do Observatório Lowell, foi nomeado em homenagem a Starr. Em 1989, foi indicado ao Emmy do Daytime como Melhor Ator em Série Infantil por seu papel como Sr. Condutor na série de televisão Shining Time Station.
Durante o Grammy Awards de 2008, Starr, George Martin e seu filho Giles receberam o prêmio de Melhor trilha sonora de compilação por Love. Em 9 de novembro de 2008, Starr recebeu o Diamond Award em nome dos Beatles durante a cerimônia do World Music Awards de 2008 em Mônaco. Em 8 de fevereiro de 2010, ele foi homenageado com uma estrela na Calçada da Fama de Hollywood pela Câmara de Comércio de Hollywood. Está localizada na 1750 North Vine Street, em frente ao prédio da Capitol Records, assim como as estrelas de Lennon, McCartney e Harrison. Em 2015, 27 anos depois de ter sido introduzido no Rock and Roll Hall of Fame como um dos Beatles, Starr se tornou o último deles a ser homenageado por sua carreira solo. Ao contrário de seus colegas que foram honrados na categoria "artistas", ele entrou pela categoria "excelência musical".
Starr foi nomeado Cavaleiro Celibatário no ano novo de 2018 por serviços prestados à música. Ele recebeu o título em uma cerimônia de posse no Palácio de Buckingham pelo príncipe Guilherme, Duque de Cambridge, em 20 de março de 2018.

## Carreira cinematográfica

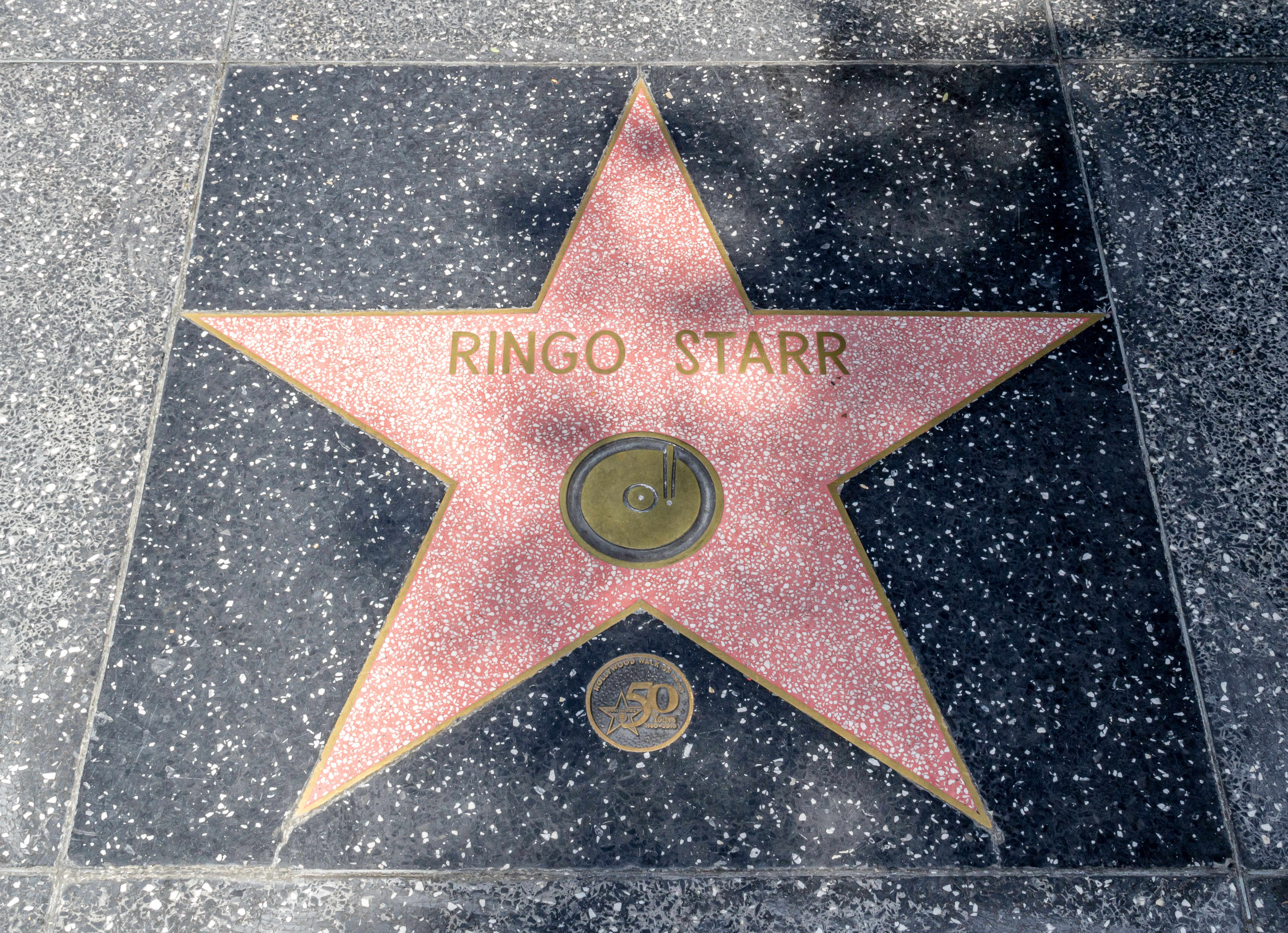
Estrela de Ringo Starr na calçada da fama em Hollywood, Califórnia.

Starr recebeu elogios de críticos e profissionais do cinema sobre sua atuação. O diretor e produtor Walter Shenson chamou-o de "um excelente ator, absolutamente natural". Em meados da década de 1960, Starr tornou-se um admirador do cinema. Além de seus papéis em A Hard Day's Night (1964), Help! (1965), Magical Mystery Tour (1967) e Let It Be (1970), Starr também atuou em Candy (1968), The Magic Christian (1969), Blindman (1971), Son of Dracula (1974) e Caveman (1981). Em 1971, ele estrelou como Larry, o Anão, em 200 Motels de Frank Zappa, e participou do filme de animação de Harry Nilsson, The Point!. Ele co-estrelou em That'll Be the Day (1973) como um teddy boy e apareceu em The Last Waltz, o documentário de Martin Scorsese sobre o show de despedida de 1976 de The Band.
Starr interpretou o papa em Lisztomania, de Ken Russell (1975), e uma versão fictícia de si mesmo em Give My Regards to Broad Street, de McCartney, em 1984. Starr apareceu como ele mesmo e um alter-ego oprimido, Ognir Rrats, em Ringo (1978), um filme de comédia televisivo estadunidense baseado vagamente em The Prince and the Pauper. Para o documentário de 1979 sobre The Who, The Kids Are Alright, Starr apareceu em entrevistas com o também baterista Keith Moon.

## Discografia
Álbuns solo
- Sentimental Journey (1970)
- Beaucoups of Blues (1970)
- Ringo (1973)
- Goodnight Vienna (1974)
- Ringo's Rotogravure (1976)
- Ringo the 4th (1977)
- Bad Boy (1978)
- Stop and Smell the Roses (1981)
- Old Wave (1983)
- Time Takes Time (1992)
- Vertical Man (1998)
- I Wanna Be Santa Claus (1999)
- Ringo Rama (2003)
- Choose Love (2005)
- Liverpool 8 (2008)
- Y Not (2010)
- Ringo 2012 (2012)
- Postcards from Paradise (2015)
- Give More Love (2017)
- What’s My Name (2019)
- Look Up (2025)

## Livros
- Postcards From the Boys (2004)
- Octopus's Garden (2014)
- Photograph (2015)